# Hester Jasper
Hester Jasper (* 7. Mai 2001 in Sneek) ist eine niederländische Volleyballspielerin.

## Karriere
Jasper begann ihre Karriere 2016 beim VC Sneek. Mit dem Verein gewann die Außenangreiferin 2017 den nationalen Pokal. In der Saison 2018/19 wurde sie Vizemeisterin. Bei der Nations League 2019 gab sie ihr Debüt in der niederländischen Nationalmannschaft. Anschließend wechselte sie zum deutschen Bundesligisten VfB 91 Suhl, für den früher auch ihre ältere Schwester Marrit Jasper spielte. 2020 ging sie zum Ligakonkurrenten Allianz MTV Stuttgart. Nach der Vizemeisterschaft 2021 wurde sie mit Stuttgart 2022 deutsche Meisterin und Pokalsiegerin sowie Zweite im CEV-Pokal.
2022 wechselte Jasper ligaintern zum SC Potsdam. Nach einer Saison, in der sie mit Potsdam Vizemeister wurde, wechselte sie erneut innerhalb der Volleyball-Bundesliga und schloss sich zur Saison 2023/24 dem Dresdner SC an.
2024 wechselte Jasper nach Griechenland zu PAOK Thessaloniki.